# Kuromatsunai
Kuromatsunai (jap. 黒松内町 Kuromatsunai-chō) – miasto w Japonii, w prefekturze Hokkaido, w podprefekturze Shiribeshi. Według danych na rok 2020 miejscowość zamieszkiwało 2 791 mieszkańców , a gęstość zaludnienia wyniosła 8,1 os./km².